# Enebågadammen
Enebågadammen är en sjö i Flens kommun i Södermanland och ingår i Nyköpingsåns huvudavrinningsområde.